# New York Titans 1960
La stagione 1960 dei New York Titans è stata la prima della franchigia nell'American Football League. Guidata come capo-allenatore da Sammy Baugh, la squadra disputò le proprie gare interne al Polo Grounds, un tempo casa dei New York Giants della National Football League (NFL). La prima annata si chiuse con un bilancio di 7–7, al secondo posto della propria division.

## Calendario

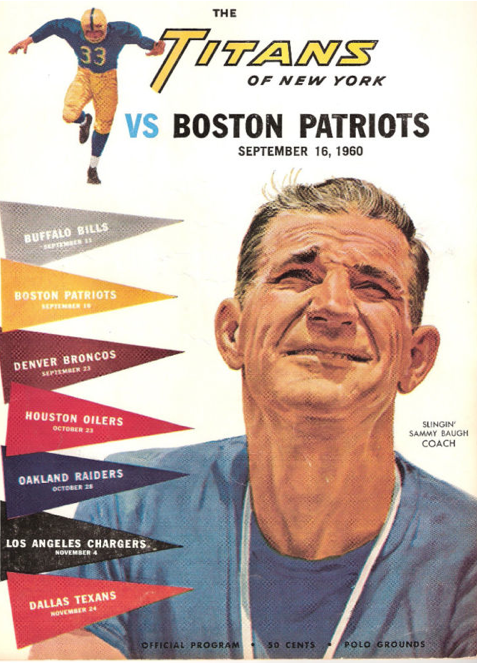
La copertina di un programma della partita tra Titans e Patriots del 1960, raffigurante l'allenatore Sammy Baugh

| Stagione regolare |                         |                    |                               |                    |
| Turno             | Avversario              | Risultato          | Stadio                        |                    |
| 1                 | Buffalo Bills           | V 27–3             | Polo Grounds                  |                    |
| 2                 | Boston Patriots         | S 28–24            | Polo Grounds                  |                    |
| 3                 | Denver Broncos          | V 28–24            | Polo Grounds                  |                    |
| 4                 | at Dallas Texans        | V 37–35            | Cotton Bowl                   |                    |
| 5                 | at Houston Oilers       | S 27–21            | Jeppesen Stadium              |                    |
| 6                 | at Buffalo Bills        | V 17–13            | War Memorial Stadium          |                    |
| 7                 | Houston Oilers          | S 42–28            | Polo Grounds                  |                    |
| 8                 | Oakland Raiders         | S 28–27            | Polo Grounds                  |                    |
| 9                 | Los Angeles Chargers    | S 21–7             | Polo Grounds                  |                    |
| 10                | at Boston Patriots      | S 38–21            | Nickerson Field               |                    |
| 11                | Settimana di pausa      | Settimana di pausa | Settimana di pausa            | Settimana di pausa |
| 12                | Dallas Texans           | V 41–35            | Polo Grounds                  |                    |
| 13                | at Denver Broncos       | V 30–27            | Bears Stadium                 |                    |
| 14                | at Oakland Raiders      | V 31–28            | Candlestick Park              |                    |
| 15                | at Los Angeles Chargers | S 50–43            | Los Angeles Memorial Coliseum |                    |

## Classifiche
| AFL Eastern Division | AFL Eastern Division | AFL Eastern Division | AFL Eastern Division | AFL Eastern Division | AFL Eastern Division | AFL Eastern Division | AFL Eastern Division | AFL Eastern Division | AFL Eastern Division |
|                      | V                    | S                    | P                    | %                    | DIV                  | PF                   | PS                   | STR                  |                      |
| -------------------- | -------------------- | -------------------- | -------------------- | -------------------- | -------------------- | -------------------- | -------------------- | -------------------- | -------------------- |
| Houston Oilers       | 10                   | 4                    | 0                    | .714                 | 5–1                  | 379                  | 285                  | V2                   |                      |
| New York Titans      | 7                    | 7                    | 0                    | .500                 | 2–4                  | 382                  | 399                  | S1                   |                      |
| Buffalo Bills        | 5                    | 8                    | 1                    | .385                 | 3–3                  | 296                  | 303                  | S2                   |                      |
| Boston Patriots      | 5                    | 9                    | 0                    | .357                 | 2–4                  | 286                  | 349                  | S4                   |                      |

Nota: I pareggi non venivano conteggiati ai fini della classifica fino al 1972.